# Rudolf Vojtěch Špillar
Rudolf Vojtěch Špillar (11. února 1878, Plzeň – 22. března 1949, Praha) byl český malíř a popularizátor fotografie, autor příruček o fotografování.

## Život

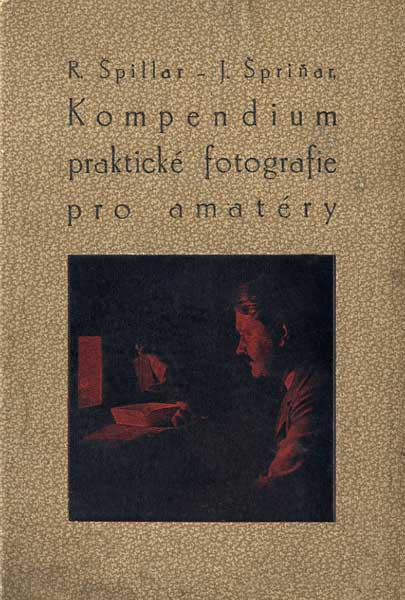
Obálka knihy "Kompendium praktické fotografie" Na obrázku patrně jeden z autorů

Rudolf Špillar se narodil v rodině finančního úředníka Antonína Špillara a jeho ženy Františky. Jeho starší bratři Jaroslav Špillar a Karel Špillar byli také malíři. Po ukončení studií se stal státním úředníkem a jako fotograf – amatér patřil mezi první české secesní piktorialisty. Své zkušenosti s technikou fotografování a se zpracováváním fotografického materiálu shrnul v příručce, Kompendium praktické fotografie pro amatéry, kterou napsal spolu s J. Špiňarem. Kompendium bylo nejrozsáhlejší českou příručkou za doby trvání Rakouska-Uherska, stalo se velmi populární a dočkalo se několika vydání i v novém Československu. V roce 1918 začal R. Špillar redigovat edici Nauky o fotografii, , ve které vydal své příručky i práce J. Imlaufa a prof. J. Milbauera.
Často pobýval ve vile bratra Jaroslava v Peci pod Čerchovem. Bratrova smrt v roce 1917 se možná stala podnětem k tomu, aby již ve zralém věku, v roce 1919 vstoupil do speciální školy profesora V. Nechleby na pražské Akademii výtvarných umění, kterou pak navštěvoval až do roku 1923. Podnikl studijní cesty do Německa, Francie a Itálie. Zemřel na jaře roku 1949 a je pohřben na Vinohradském hřbitově v Praze

## Dílo
Rudolf V. Špillar maloval podobizny, akty, krajiny i zátiší. Své práce vystavoval v Rubešově galerii v Praze. Vzhledem k tomu, že se stal školeným malířem až ve středním věku, není počet jeho prací velký a dosti zřídka se objevuje v nabídce obchodníků s uměním.
Několik obrazů vystavuje Galerie bratří Špillarů v Domažlicích.

### Příručky
- ŠPILLAR Rudolf, ŠPRIŇAR Jan: Kompendium praktické fotografie, Fotografický obzor / Příručná kniha pro fotografy-amatéry, Praha 1908
- ŠPILLAR Rudolf: Správným vyvíjením lze předejíti irradiaci, Nákladem Ústředního nakladatelství a knihkupectví učitelstva česko-slovanského v Praze, Praha 1920
- ŠPILLAR Rudolf: Co má věděti fotograf začátečník, (Nauky o fotografii svazek 3.) Nákladem Ústředního nakladatelství a knihkupectví učitelstva česko-slovanského v Praze, Praha 1922.

## Galerie

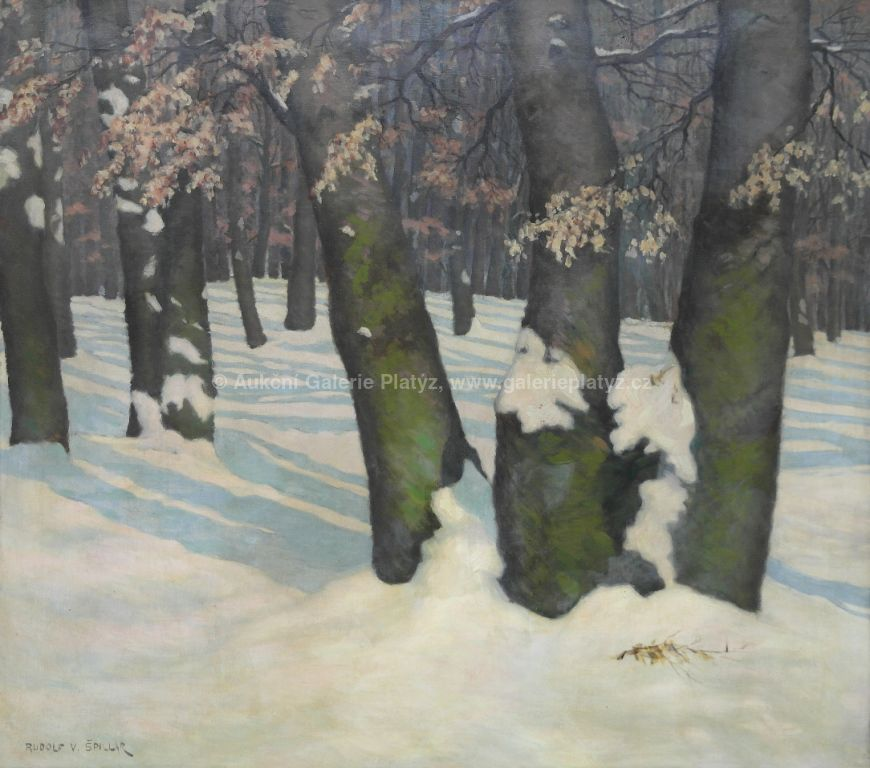
Slunce v lese
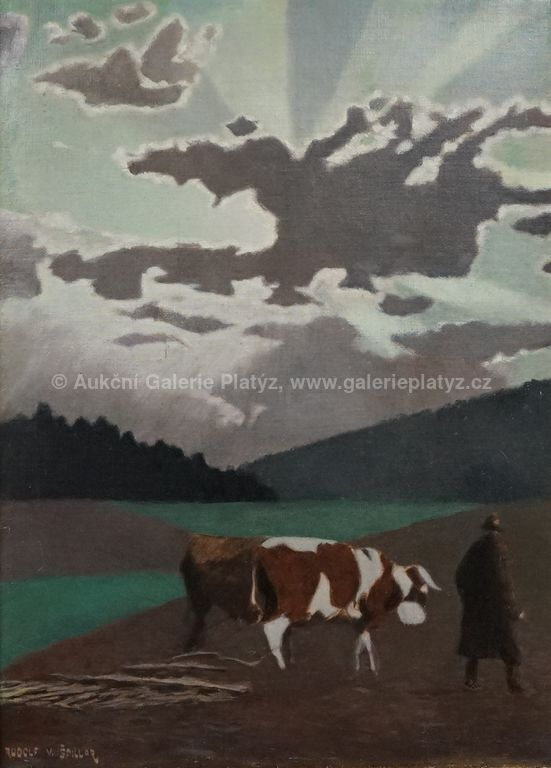
Z pastvy
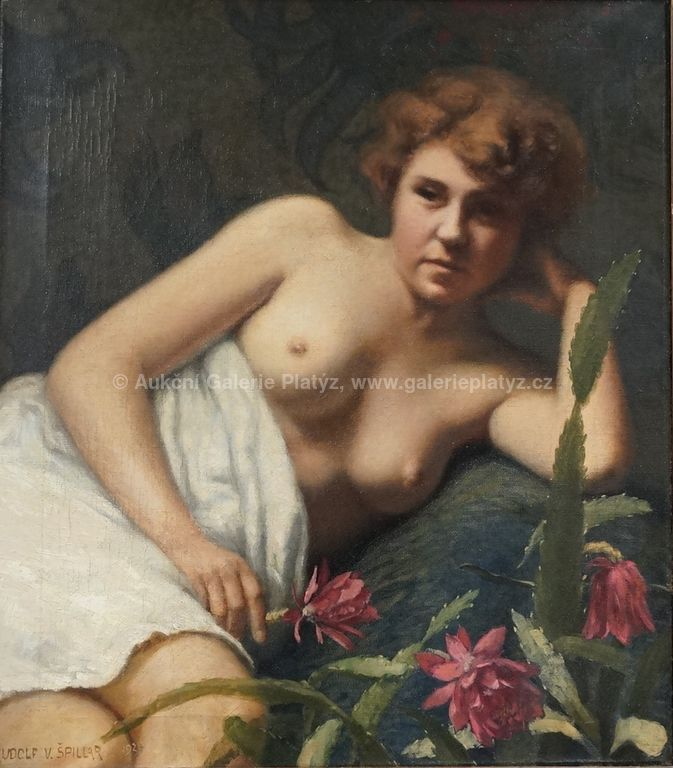
Zasněná
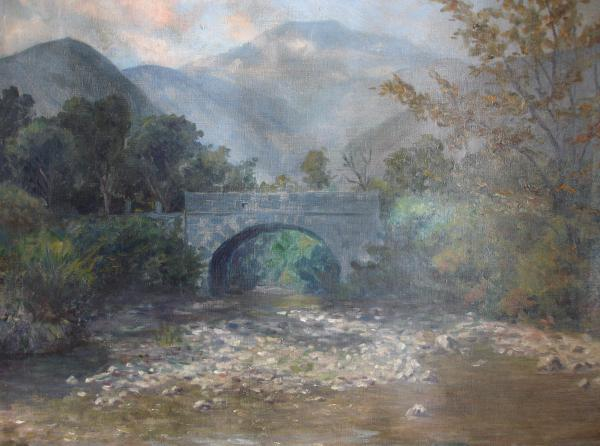
Kamenný most
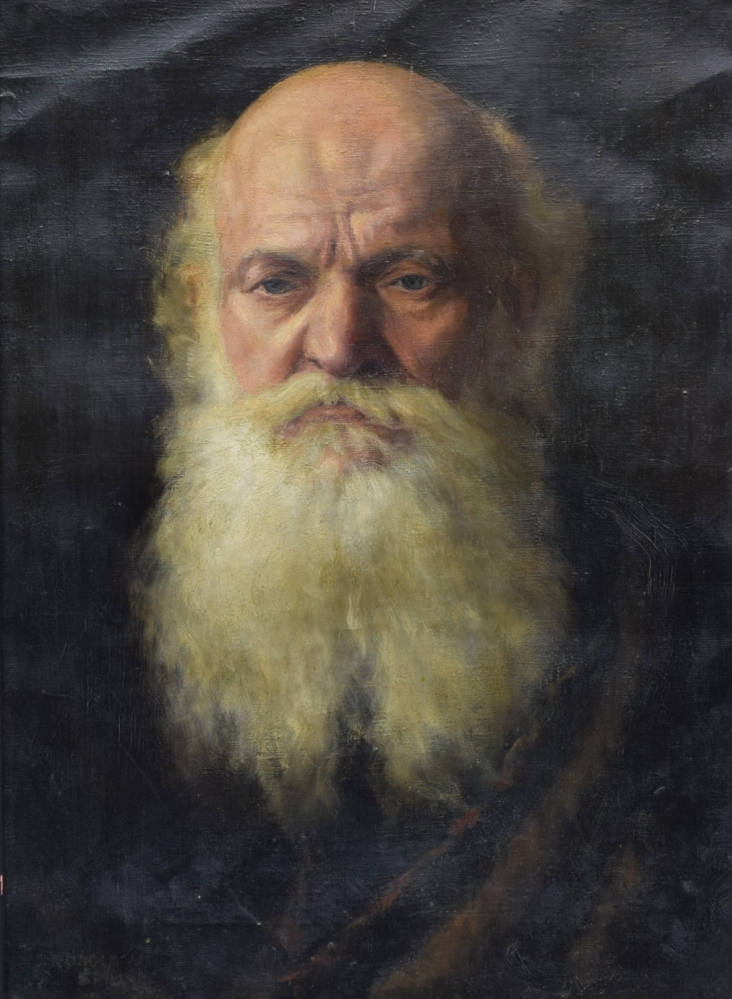
Portrét vousatého muže
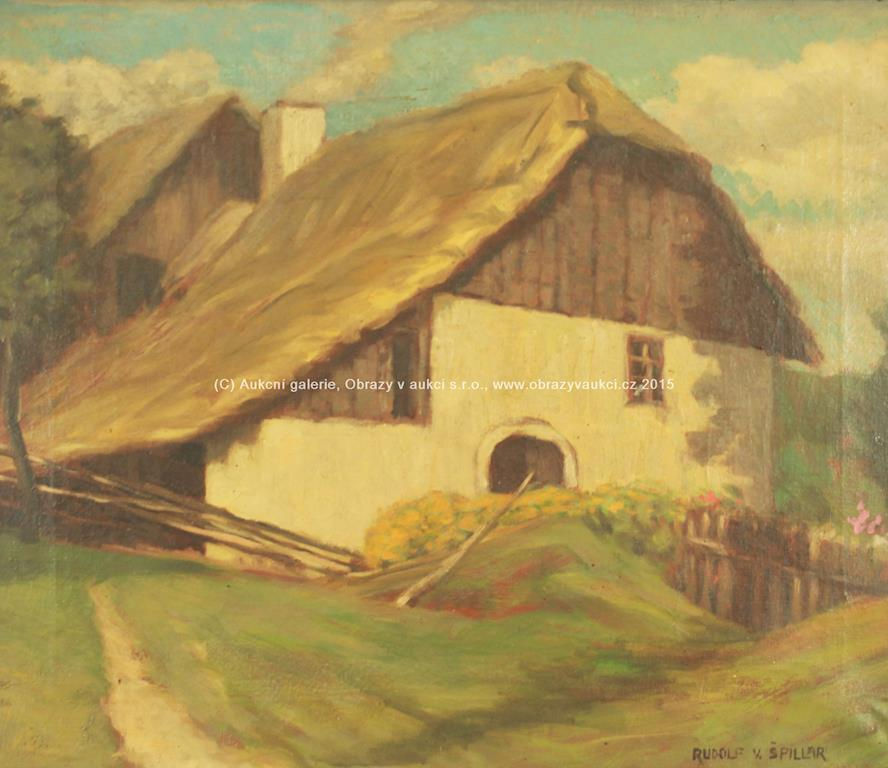
Před chalupou
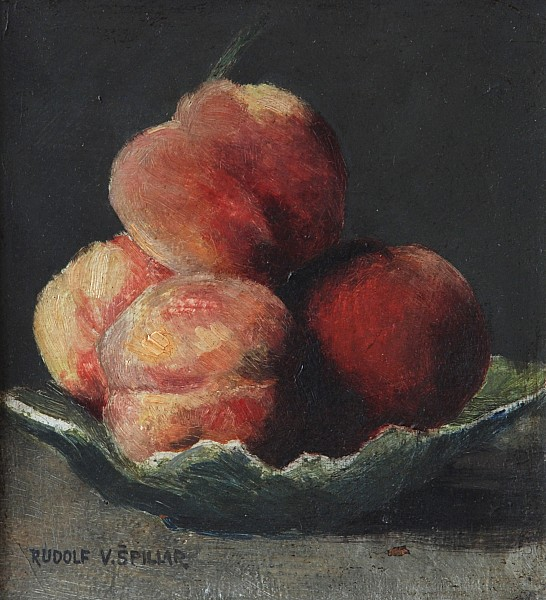
Zátiší s ovocem
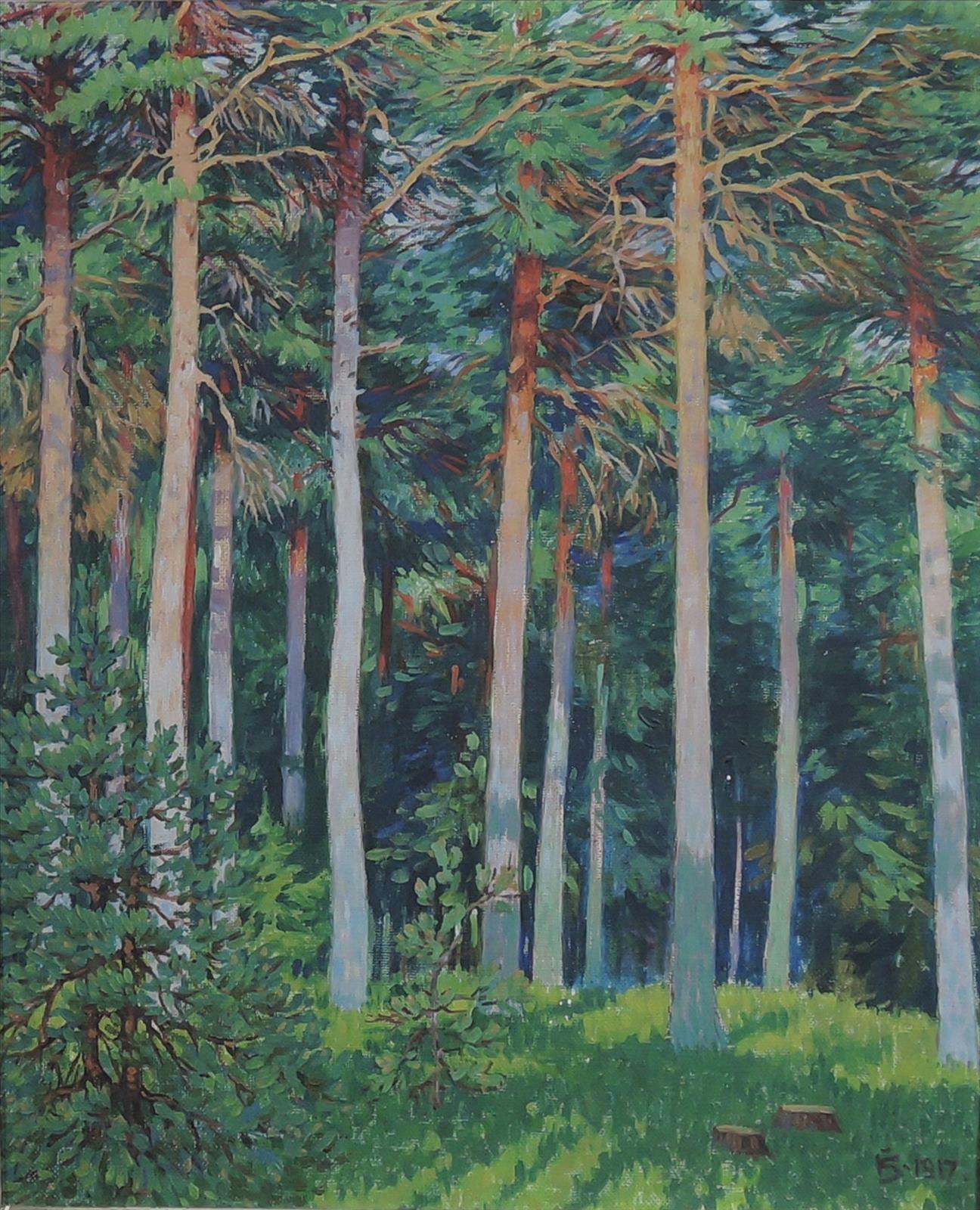
Pohled do lesa